# Ер-Ріяд (футбольний клуб)

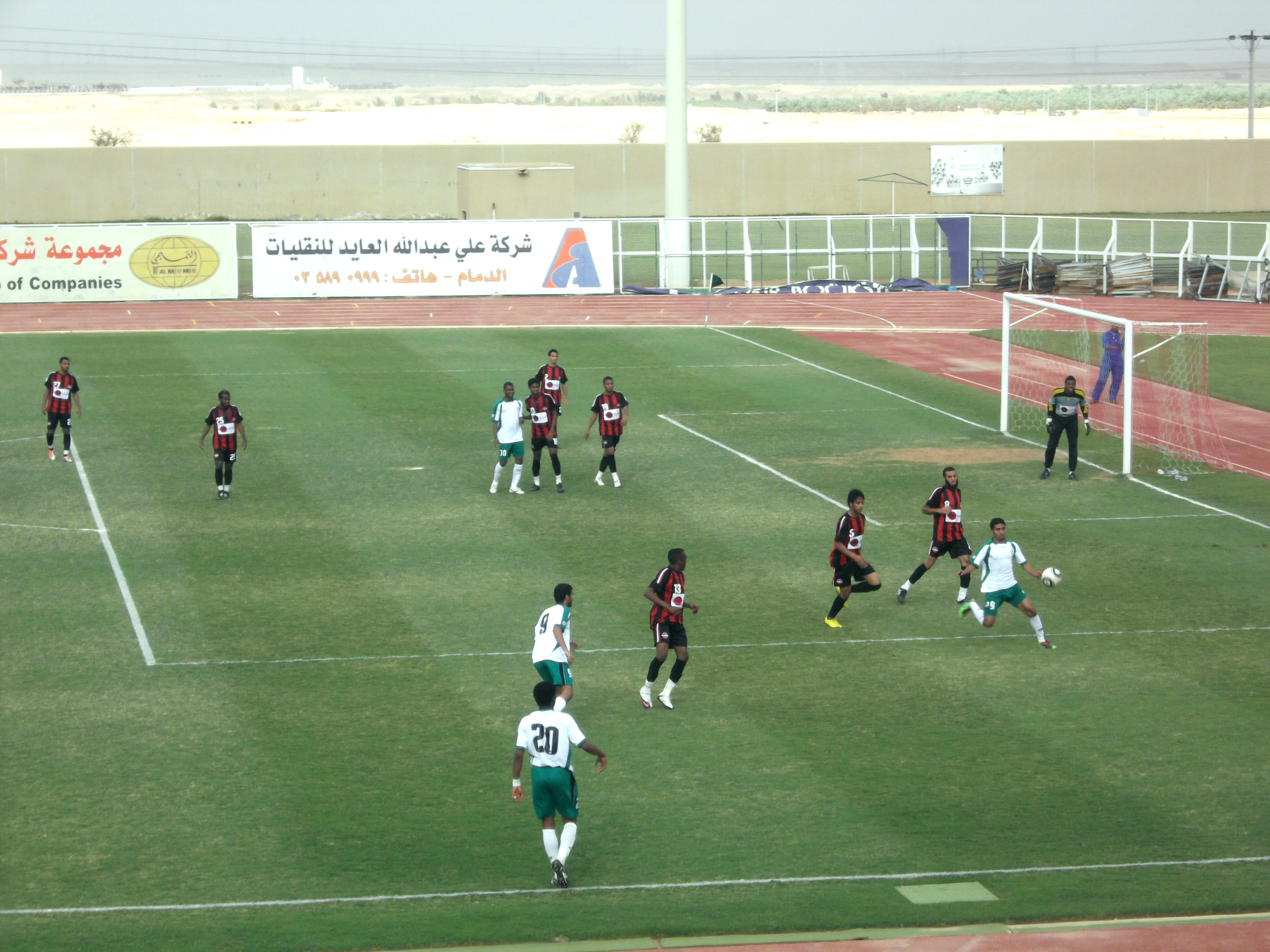
Аль-Найма — Ер-Ріяд, матчі Першого дивізіону Саудівської Аравії сезону 2010/11 років

Спортивний клуб «Ер-Ріяд» або просто «Ер-Ріяд» араб. نادي الرياض السعودي‎ — саудівський футбольний клуб з міста Ер-Ріяд, який виступає у Другому дивізіоні чемпіонату Саудівської Аравії.

## Клубні кольори
| Червоний | Чорний |

## Історія
Клуб був заснований в 1954 році. Першого серйозного успіху домігся в 1962 році, дійшовши до фіналу Кубку короля Саудівської Аравії, в якому, однак, програв. У 1978 році клуб повторив востаннє цей успіх. Золотим часом для команди стали 1990-ті, коли клуб зміг вперше в історії стати віце-чемпіоном Саудівської Аравії в 1994 році, в тому ж році виграв і свій перший титул, ставши володарем Кубку наслідного принца Саудівської Аравії, в якому потім ще двічі доходив до фіналу. Наступний титул команда завоювала в наступному 1995 році, ставши володарем Кубка Саудівської федерації футболу, а через рік, у 1996-му, домоглася свого найвищого досягнення на міжнародній арені, дійшовши до фіналу Арабського суперкубку. У 2008 році команда опинилася в кроці від вильоту з Першого дивізіону, випередивши за підсумками сезону передостанню команду всього лише на 1 очко і, тим самим, все-таки зберігши прописку у другому ешелоні саудівського футболу.

## Досягнення
- Саудівська Прем'єр-ліга:
  -  Срібний призер (1): 1993/94

- Королівський кубок Саудівської Аравії:
  -  Фіналіст (2): 1961/62, 1977/78

- Кубок наслідного принца Саудівської Аравії:
  -  Володар (1): 1993/94
  -  Фіналіст (2): 1994/95, 1997/98

- Кубок Саудівської Федерації футболу:
  -  Володар (1): 1994/95

- Суперкубок арабських країн
  -  Фіналіст (1): 1996

## Статистика виступів на континентальних турнірах
| Сезон   | Змагання                    | Раунд      |        | Клуб      | Вдома | На виїзді |
| ------- | --------------------------- | ---------- | ------ | --------- | ----- | --------- |
| 1995/96 | Кубок володарів кубків Азії | 2-ий раунд | Ліван  | Хоменмен  | 3–0   | 2–0       |
|         |                             | 1/4 фіналу | Кувейт | Казма     | 0–1   | 2–1       |
|         |                             | 1/2 фіналу | Ірак   | Ат-Талаба | т/п   |           |

## Відомі гравці
- Авіда аль-Амрі
- Осама Ашор
- Абдулазіз аль-Абдуассалам
- Самі Абдулгані
- Мохаммад аль-Анбар
- Маджед Белал
- Саад аль-Досарі
- Салех аль-Досарі
- Жамаан аль-Досарі
- Мосен аль-Гарні
- Абдулрахман аль-Гамбді
- Валід аль-Гізані
- Сауд Хамуд
- Хоссам аль-Харті
- Хоссам аль-Хеджи
- Ібрахім аль-Хелвах
- Талал Жебрин
- Хамад аль-Жизані
- Раед аль-Жохані
- Ахмед аль-Каебі
- Омар аль-Кодарі
- Ібрахім Мадкалі
- Наджи Маджраши
- Файсел Мудхах
- Файсал Аль-Меркеб
- Мешал аль-Мурі
- Абдулла аль-Муса
- Абдулазіз аль-Муфаррей
- Мешаал аль-Мутайрі
- Калід Радні
- Емад аль-Сахабі
- Бадер аль-Шарані
- Мохаммед аль-Шарані
- Ібрахім Шарахілі
- Ахмед аль-Суламі
- Яссір аль-Тайфі
- Хуссейн аль-Туркі
- Ахмед аль-Заак
- Мабрук Заїд
- Фатхі Шебаль
- Жилберту Перейра душ Сантуш
- Амад аль-Хосні
- Каліфа Аїл аль-Нуафі
- Бадар аль-Маймані
- Абдельразак аль-Хуссейн